# Alessandro Begani
Alessandro Begani (Napoli, 19 giugno 1770 – Capua, 24 aprile 1837) è stato un militare italiano.

## Biografia
Nacque a Napoli il 19 giugno 1770. Il padre era un militare nell'esercito napoletano, la madre una nobildonna spagnola. Nel 1784 entrò nella Scuola Militare "Nunziatella", uscendone nel 1792 come ufficiale di artiglieria. Nel 1793 fu uno dei soldati inviati a Tolone a supporto delle truppe inglesi. Tornato a Napoli nel 1794 rimase in carcere per 4 anni, accusato di complicità con i francesi per la sua amicizia con il generale Pommereul, suo istruttore alla Nunziatella. Simpatizzante della causa giacobina ed escluso dalle liste dell'esercito napoletano, fuggì a bordo di una nave verso Roma una volta rilasciato nel 1798. Unitosi alle armate rivoluzionarie, nel 1799 difese la città di Ancona. Passò i successivi anni come ufficiale all'interno dell'esercito della Repubblica Cisalpina e poi del Regno d'Italia. Fu promosso a capitano nel 1802 e a capobattaglione nel 1804. Sotto il comando di Eugenio di Beauharnais, fu per un breve periodo inviato ad addestrarsi a Boulogne, con il resto della Grande Armée.
Tornò a Napoli solo nel 1806 al fianco di Giuseppe Bonaparte. Passò gli anni seguenti svolgendo sempre mansioni di comando nei reparti di artiglieria. Il 19 maggio 1808, quand'era a comando della fortezza di Capua, venne insignito del titolo di Cavaliere dell'Ordine delle Due Sicilie. Ottenne la promozione a colonnello il 1° marzo 1810  e venne nominato barone nel 1811.
Promosso a maresciallo di campo nel gennaio 1814, partecipò alla campagna di Murat contro le forze del viceré Eugenio, fungendo da comandante delle riserve d'artiglieria. Il 17 novembre divenne governatore della piazzaforte di Gaeta, conservando l'ispezione generale dell'Arma dell'Artiglieria. A Gaeta egli diresse l'ultima strenua resistenza all'attacco austriaco e inglese durante la successiva guerra austro-napoletana. Arrese la fortezza solo nell'agosto 1815, a patto che fosse consegnata direttamente ai Borbone e non alle potenze straniere.
Tra il 1815 e il 1818 visse in Corsica e a Roma. Tornato a Napoli in seguito alla nascita della monarchia costituzionale del 1820, ottenne i suoi gradi dell'esercito napoletano e per un brevissimo periodo ricevette la nomina a parlamentare, prima di riottenere il comando della fortezza di Gaeta. Arrestato dopo i moti del 1821, fu liberato con la condizione di allontanarsi ed andare in esilio. Begani rimase a Napoli per oltre un anno, prima di recarsi a Pisa e stabilirsi lì nell'agosto 1822. Perdonato nel 1825, rientrò a Napoli solo nel 1831 su invito dello stesso sovrano, reintegrato per la terza volta nell'esercito del reame borbonico, venendo messo poco dopo a comando di Capua. Morì nella città campana il 24 aprile 1837.